# Sounds of North American Frogs
Sounds of North American Frogs es un álbum de 1958 de vocalizaciones de ranas narradas por el herpetólogo Charles M. Bogert. El álbum incluye los llamados de 57 especies de ranas en 92 pistas separadas. El álbum fue lanzado en el sello Folkways Records como parte de su Science Series. En la década de 1990, el álbum había desarrollado un culto de aficionados y apareció en estaciones de radio universitarias.
Bogert, quien entonces era presidente del Departamento de Anfibios y Reptiles del Museo Americano de Historia Natural, recopiló grabaciones de campo para el álbum de 1953 a 1957. Su artículo de 1960, «The influence of sound on the behavior of amphibians and reptiles» («La influencia del sonido en el comportamiento de anfibios y reptiles»), desarrolló los temas del folleto del álbum y marcó el comienzo de la investigación bioacústica moderna sobre la vocalización de los anuros.

## Antecedentes e historial de lanzamientos
De 1953 a 1957, el herpetólogo Charles Mitchill Bogert, presidente del Departamento de Anfibios y Reptiles del Museo Americano de Historia Natural, recopiló grabaciones de campo de cantos de ranas en «pantanos, lagos, bosques, arroyos y zanjas al borde de las carreteras» de Estados Unidos y México. Bogert compiló las grabaciones y proporcionó la narración del álbum. Sounds of North American Frogs fue lanzado en vinilo en 1958 en el sello Folkways Records como parte de su Science Series. El álbum fue producido por Bogert y Moses Asch y la portada fue diseñada por Ronald Clyne.
Bogert continuó elaborando los temas que propuso en el folleto del álbum en su importante artículo de 1960 «The influence of sound on the behavior of amphibians and reptiles» («La influencia del sonido en el comportamiento de anfibios y reptiles»). El artículo marcó el comienzo de la investigación bioacústica moderna sobre la vocalización de los anuros.
Sounds of North American Frogs no fue el primer álbum que incluyó cantos de ranas. El álbum de 1948 Voices of the Night estuvo entre los primeros e incluyó grabaciones de 26 especies de ranas del este de Estados Unidos. Fue producido por Arthur A. Allen y Peter Paul Kellogg del Laboratorio de Ornitología de Cornell. Folkways Records siguió a Sounds of North American Frogs con el álbum de 1960 Sounds of Insects, narrado de manera similar, del entomólogo Albro T. Gaul.
En 1998, en el 50 aniversario de la fundación de Folkways Records, Smithsonian Folkways publicó una versión remasterizada digitalmente de Sounds of North American Frogs. La reedición incluía un folleto de 41 páginas, una introducción del herpetólogo Richard G. Zweifel y una mención al declive en las poblaciones de anfibios. El álbum fue reeditado nuevamente en 2023.

## Contenido
Sounds of North American Frogs incluye los llamados de 57 especies de ranas en 92 pistas separadas. Un folleto de 17 páginas «profusamente ilustrado» acompañaba al álbum de 1958, junto con un ensayo de Bogert tituladoThe Biological Significance of Voice in Frogs («La importancia biológica de la voz en las ranas»). La lista de pistas anotadas del folleto proporciona las especies que se pueden escuchar, así como la ubicación exacta y la fecha en que se registró cada pista.
La narración de Bogert describe la producción y función de las vocalizaciones de las ranas. Se ilustran diferentes categorías de llamadas, como llamadas publicitarias (llamadas de apareamiento), llamadas territoriales, llamadas de liberación (llamadas de advertencia) y coros, con todas las familias de ranas norteamericanas. La narración analiza el papel de la vocalización de las ranas en el reconocimiento de especies y el efecto de la filogenética en la estructura de las llamadas. En una descripción de la relación entre el tamaño del cuerpo y el tono, Bogert explica que la frecuencia del canto del sapo marino es de unos 600 ciclos por segundo, mientras que la del sapo de roble es de unos 5200 ciclos por segundo. A modo de ilustración, el álbum incluye una secuencia de siete llamadas, en las que las especies disminuyen de tamaño a medida que aumenta la frecuencia.

## Reseñas y legado
En una reseña del álbum de 1958 en la revista Copeia, el herpetólogo James Arthur Oliver calificó el folleto que lo acompaña como «la mejor y más completa reseña de la vocalización en anfibios que he visto». Una edición de 1959 de Sports Illustrated elogió el álbum, calificándolo de «la última palabra en grabación de ranas, no un enfoque rock 'n' roll sino una captura fiel de solos y sinfonías, con una interpretación magistral del Sr. Bogert, el Toscanini del mundo de las ranas».
El álbum desarrolló un culto de aficionados y en la década de 1990, las estaciones de radio universitarias presentaban la «llamada del día» de una rana del álbum. En su edición de octubre de 1998, CMJ New Music Monthly nombró al disco como «álbum extraño del mes», señalando que el «chirrido hipnótico» de la rana arbórea que ladra «no sonaría fuera de lugar en un disco de Oval». Una reseña en Pitchfork señaló que la vibración de advertencia del sapo del sur «suena como una toma descartada de un disco de Aphex Twin». El músico David Toop, en su libro Exotica de 1999, menciona Sounds of North American Frogs como uno de sus favoritos, describiendo la narración de Bogert como «involuntariamente cómica» y «parecida a una rana».
Una reseña de 1999 en Copeia of Sounds of North American Frogs de Kentwood Wells encontró que el álbum de 1958 «sigue siendo el trabajo más completo hasta la fecha, tanto en el número de especies incluidas como en la variedad de tipos de llamadas presentadas». La revisión señaló que los comentarios fechados, como la antigua categorización taxonómica y la terminología utilizada para describir las llamadas, podrían causar confusión entre el público en general y los estudiantes.